# Zanderia octoblepharis
Zanderia octoblepharis är en bladmossart som beskrevs av Bernard Goffinet 1997 [1998. Zanderia octoblepharis ingår i släktet Zanderia och familjen Rhachitheciaceae. Inga underarter finns listade i Catalogue of Life.